# بير يوهانسون (لاعب كرة يد)
بير يوهانسون (بالسويدية: Per Johansson)‏ هو مدرب كرة يد ولاعب كرة يد سويدي، ولد في 1970 في اوديفالا ‏ في السويد. لعب مع HF Kroppskultur Herr ‏.